# Okręg wyborczy Poplar

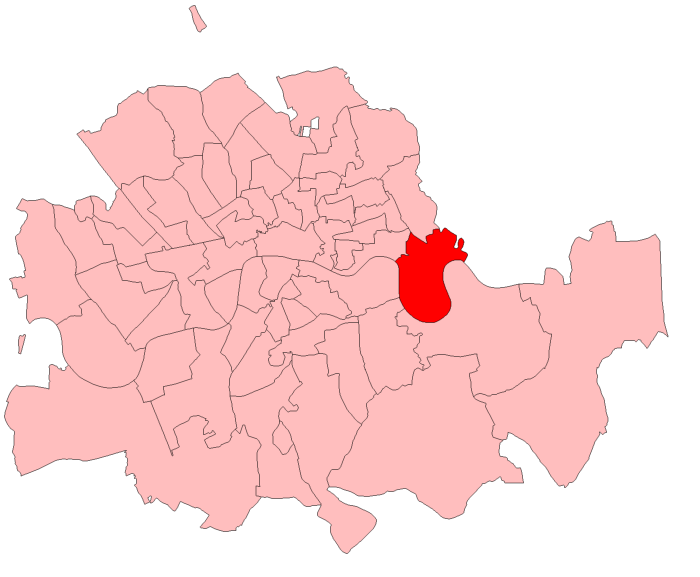
Lokalizacja okręgu (1885–1918)

Okręg wyborczy Poplar powstał w 1885 r. i wysyłał do brytyjskiej Izby Gmin jednego deputowanego. Okręg zlikwidowano w 1918 r., ale przywrócono go ponownie w 1950 r. Okręg położony był w londyńskim East Endzie. Ostatecznie okręg zlikwidowano w 1974 r.

## Deputowani do brytyjskiej Izby Gmin z okręgu Poplar

### Deputowani w latach 1885–1918
- 1885–1886: Henry Green, Partia Liberalna
- 1886–1914: Sydney Buxton, Partia Liberalna
- 1914–1918: Alfred Yeo, Partia Liberalna

### Deputowani w latach 1950–1974
- 1950–1964: Charles Key, Partia Pracy
- 1964–1974: Ian Mikardo, Partia Pracy